# Resolució 1158 del Consell de Seguretat de les Nacions Unides
La Resolució 1158 del Consell de Seguretat de les Nacions Unides fou adoptada per unanimitat el 25 de març de 1998. Després de recordar totes les anteriors resolucions sobre Iraq, incloses les resolucions 986 (1995), 1111 (1997), 1129 (1997), 1143 (1997) i 1153 (1998) referides al Programa Petroli per Aliments, el Consell, d'acord amb el Capítol VII de la Carta de les Nacions Unides, va autoritzar la venda de fins a 1.400 milions de dòlars estatunidencs de petroli i productes petroliers iraquians en un període de 90 dies, a partir del 5 de març de 1998.
El Consell de Seguretat era preocupat per les conseqüències humanitàries per al poble iraquià després del dèficit dels ingressos de la venda de petroli i productes derivats del petroli durant el primer període de 90 dies d'aplicació de la Resolució 1143 a causa de la caiguda dels preus del petroli i la represa tardana de vendes de petroli per l'Iraq. Es va determinar per evitar el major deteriorament de la situació humanitària.
Segons el capítol VII, el Consell va decidir el mecanisme pel qual les exportacions de petroli iraquià finançaria ajuda humanitària durant 90 dies més, començant a les 00:01 de l'EDT el 5 de març de 1998. La suma de les vendes no podia superar els 1.400 milions de dòlars estatunidencs en el període de 90 dies.